# クライドラー

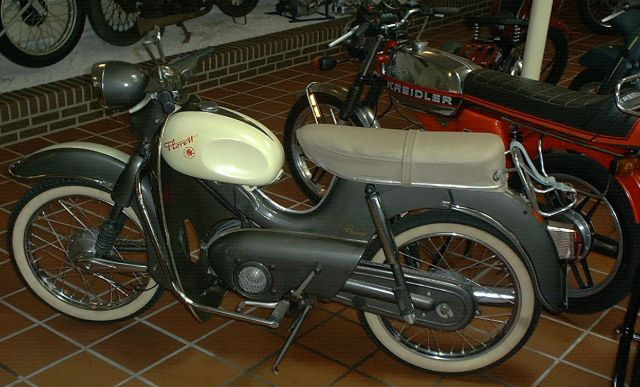
クライドラー・フローレット

クライドラー (Kreidler ) は、かつてドイツにあったオートバイメーカーおよびオートバイのブランド。小排気量オートバイやモペッドを専門に製造していたクライドラー社は、シュトゥットガルトとルートヴィヒスブルクに挟まれたコルンヴェストハイムに本拠を置いていた。

## 歴史
最初にクライドラーの名前が世に出たのは1903年。"Kreidlers Metall- und Drahtwerke" （「クライドラーの金属及びワイヤー工場」の意）としてアントン・クライドラーによって設立された。
オートバイの生産を始めたのは1951年。1950年代の中頃にはドイツ国内の50ccオートバイ販売をほぼ独占し、1959年にはドイツ国内のオートバイ全体の販売シェアの1/3を占めるほどに成長した。中でも1956年に発表したフローレットは、息の長い人気モデルとなった。
1970年代にはモータースポーツの世界でも大きな成功を収める。中でも二人のオランダ人ライダー、ヤン・デ・フリースとヘンク・バン・ケッセルはクライドラーのマシンで世界チャンピオンを獲得するなどの活躍を見せた。ロードレース世界選手権50ccクラスにおいてクライドラーのマシンを駆ったライダーのタイトル獲得は以下の8回を数えた。
- 1971年 ヤン・デ・フリース
- 1973年 ヤン・デ・フリース
- 1974年 ヘンク・バン・ケッセル
- 1975年 アンヘル・ニエト
- 1979年 エウジーニョ・ラツァリーニ
- 1980年 エウジーニョ・ラツァリーニ
- 1982年 ステファン・ドルフリンガー
- 1983年 ステファン・ドルフリンガー

1980年代に入ると急激に売り上げが落ち、クライドラー社は1982年に倒産した。クライドラーの商標の権利はビジネスマンのルドルフ・シャイトが買い取り、イタリアのオートバイメーカーであるガレリによって1988年までクライドラーブランドのモペッドが作られた。その後、商標は自転車メーカーのプロフェーテ社が買い取った。現在はプロフェーテの子会社によってクライドラーの名を冠したモペッドが販売されている。

## ギャラリー

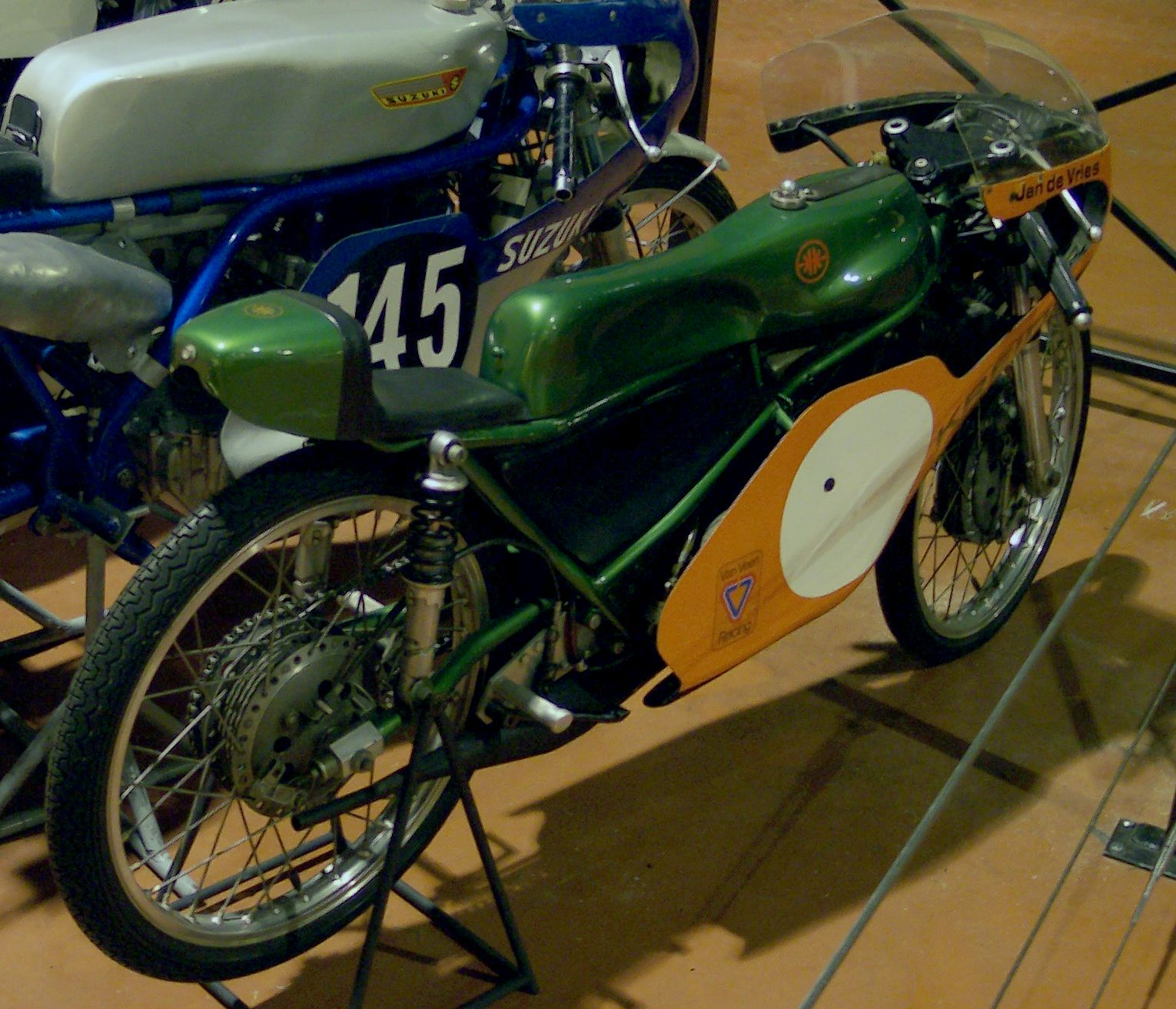
ヤン・デ・フリースのマシン（1971年）
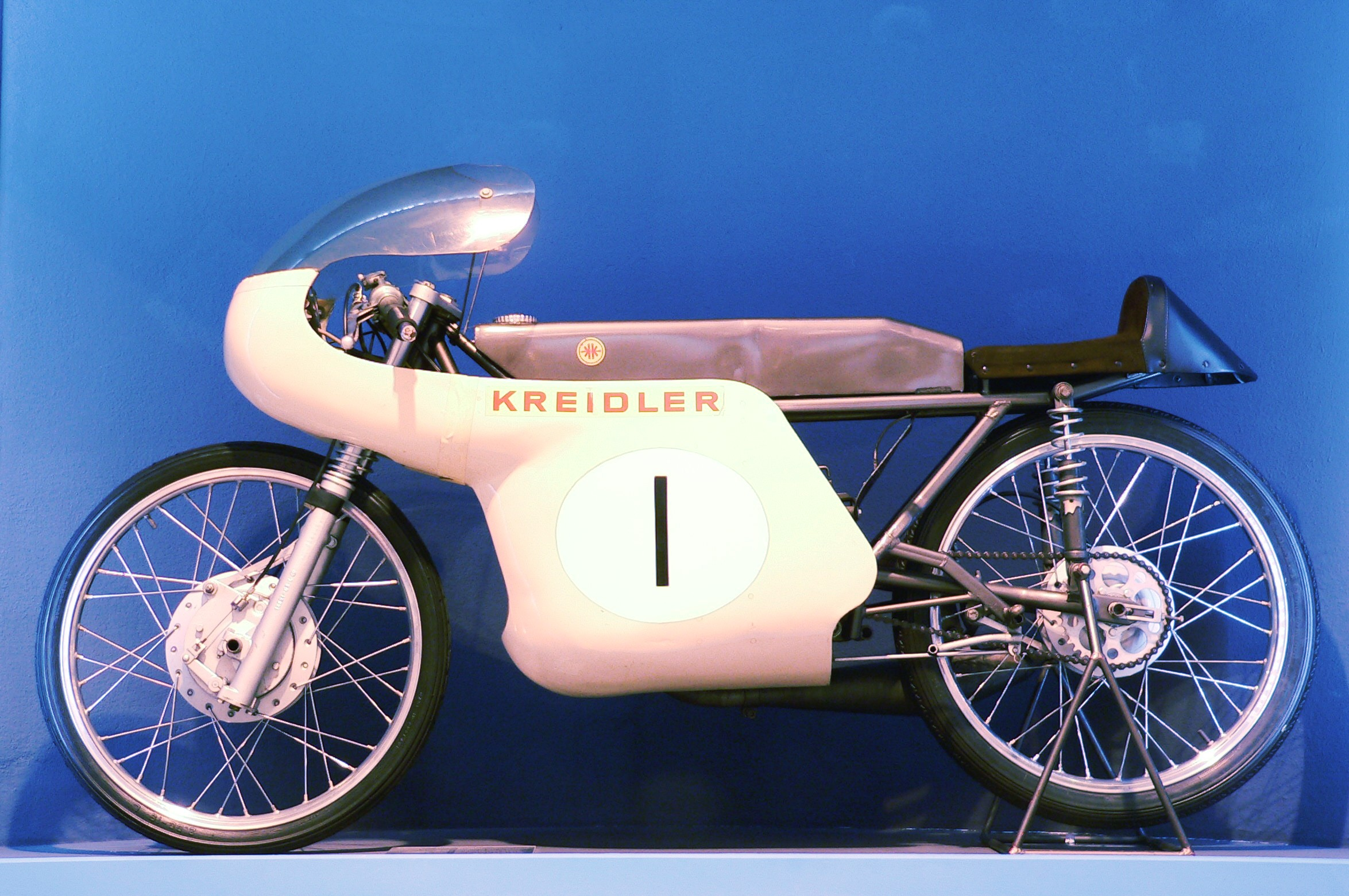
レーシング・フロレット（1963年）
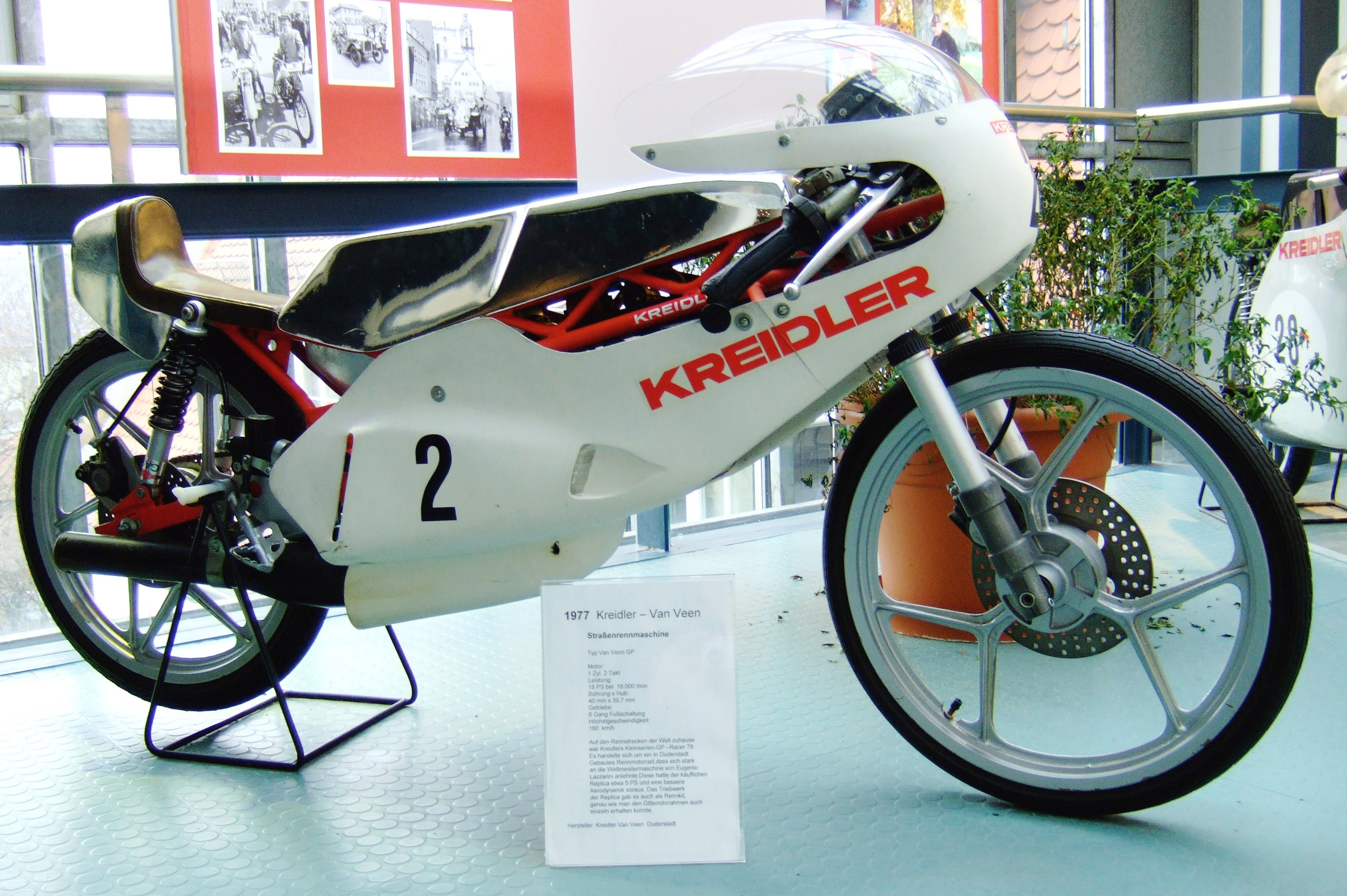
Van Veen GP（1977年）
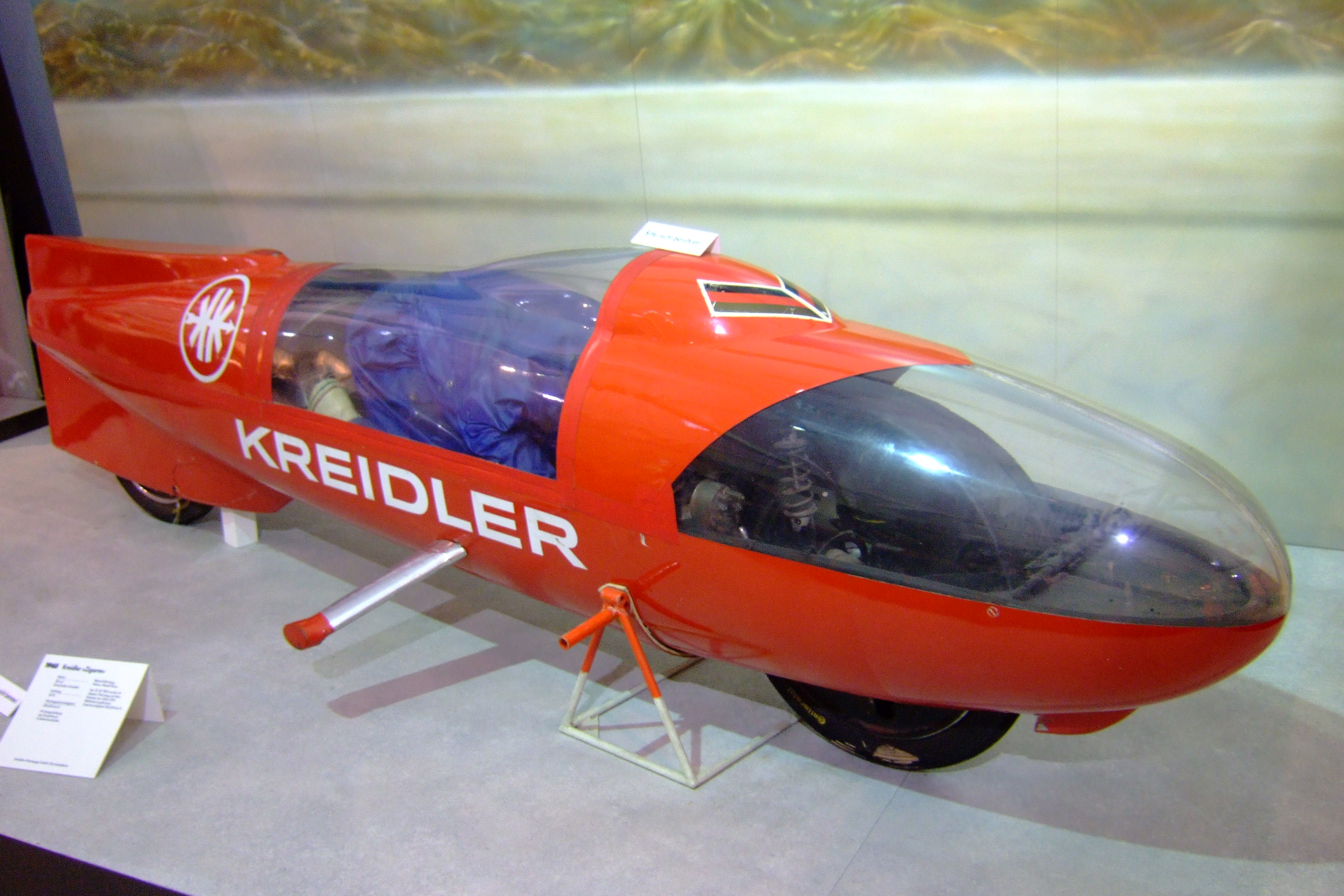
Zigarre（1965年、50ccの最高速度210.634km/hを記録したマシン）
日本で販売されていた頃の広告 (1954年)